# Gilles Sogny
Pour les articles homonymes, voir Sogny.
Gilles Sogny, né le 25 avril 1964, est un trampoliniste français.
Il est médaillé d'argent en trampoline par équipes aux Championnats d'Europe 1981 à Brighton avec Lionel Pioline, Daniel Cola et Laurent Mainfray. Le même quatuor est médaillé d'or par équipe aux Championnats du monde 1982 à Bozeman.